# Bundesstrasse 1
B1 är en förbundsväg i Tyskland. Den går från den nederländska gränsen vid Aachen i västra Tyskland till den polska gränsen vid Küstriner Vorland i östra Tyskland.
Den mest trafikerade sträckan av vägen är Ruhrschnellweg med 155 000 fordon per dag, vilket gör sträckan till en av de mest använda i hela Tyskland. En annan del av sträckan, där det är mycket trafik, är i Rheinufertunnel i Düsseldorf. Vägen passerar också den kända bron Glienicker Brücke mellan Potsdam och Berlin, vilken representerar historia från Väst- och Östberlin.
Vägen härstammar från tiden runt Kristi födelse. Vägen hette före 1945 Reichsstraße 1 och gick då från den belgiska gränsen vid Aachen till den litauiska gränsen vid Königsberg via Ruhrområdet, Magdeburg, och Berlin. Det gjorde vägen till den längsta vägen i hela Tysklands historia. På den tiden då DDR existerade hette vägen Fernverkehrsstraße 1 och förkortades F1.

## Historia
Vägen är runt 2 000 år gammal. Den fungerade förr i tiden som en handelsväg från den Belgiska nordsjökusten vid Brygge till den ryska staden Novgorod. Den har också fungerat som militärväg.

### Reichsstrasse 1
Reichsstrasse 1 (förkortades R1) var 1392 km lång och gick från den belgiska gränsen vid Aachen via Jülich, Düsseldorf, Essen, Bochum, Dortmund, Soest, Paderborn, Hameln, Hildesheim, Braunschweig, Magdeburg, Potsdam, Berlin, Altlandsberg, Küstrin, Landsberg, Konitz, Dirschau, Elbing, Braunsberg, Königsberg, Insterburg och Gumbinnen till Eydtkuhnen vid den litauiska gränsen. Sträckningen gjorde att vägen blev den längsta som har existerat i Tysklands historia.
I mitten av 1800-talet blev vägen mellan Aachen och Jülich klar. Sträckan mellan Unna och Hörde blev klar 1788. Från Dortmund till Essen byggdes vägen kort därefter med Heinrich Friedrich Karl vom und zum Stein som intressent.
Sträckan mellan Berlin och Potsdam öppnades 1792 under Fredrik Vilhelm II av Preussen. En bit till i Brandenburg öppnades av hans son Fredrik Vilhelm III av Preussen år 1799. År 1824 var vägen mellan Berlin och Magdeburg klar, till Königsberg 1828, till Insterburg 1831 och till gränsen mot Litauen 1835.
På den västra delen av vägen var sträckan mellan Unna och Werl klar år 1818. Sträckan mellan Hagen, Wuppertal och Düsseldorf öppnade redan 1788 år, men var då en del av Reichsstraße 7.
Mellan 1926 och 1932 byggdes Ruhrschnellweg, vilket gjorde att sträckningen på vägen drogs om till den gamla historiska sträckningen över Ratingen, Kettwig, Werden, Steele, Höntorp, Lütgendortmund och Asseln.
Den 17 januari 1932 gjordes en av de största förbättringarna i det tyska vägnätet, i och med att man numrerade de viktigaste vägarna. Sedan 1934 har skyltarna haft gul bakgrund och svarta siffror på vägar som inte är motorvägsklassificerade.
I och med att man byggde motorvägar drog man om vissa sträckor. Så även på B1 (då R1). Ett exempel är förbi Hannover. Vägen gick tidigare förbi staden, men i och med att man byggde motorväg förbi drog man om R1:s sträckning.

### Efter 1945

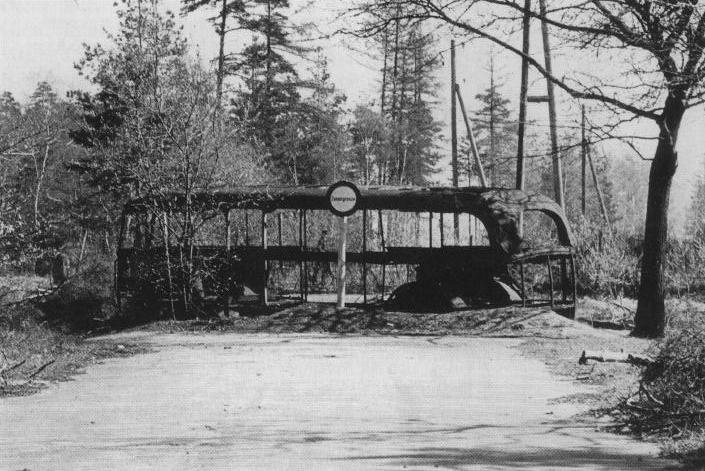
En buss markerade gränsen för den brittiska och sovjetiska ockupationsgränsen, år 1945.

Efter andra världskriget behöll man i stort sett Reichsstraßesystemets numrering. Sedan Västtyskland hade bildats ändrades Reichsstraße (riksväg) till Bundesstraße (Förbundsväg). I Östtyskland ändrades Reichsstraße till Fernverkehrsstraße (stamväg). Det gjorde att vägen hette B1 från Aachen till Helmstedt och F1 från Morsleben till Västberlin.
Från 1945 till Tysklands återförening 1990 var den nuvarande vägen delad av inomtyska gränsen. Sedan muren hade byggts blev det återvändsgränd åt båda hållen på F1. Det gjorde att B1 och F1 inte hade någon gränsövergång. Detta löste man genom att bygga vägen B1a, som anslöt B1 med A2, som hade en gränsövergång. Vägen mellan Helmstedt, som låg i väst och Morsleben som låg i öst, öppnades den 18 november 1989. 

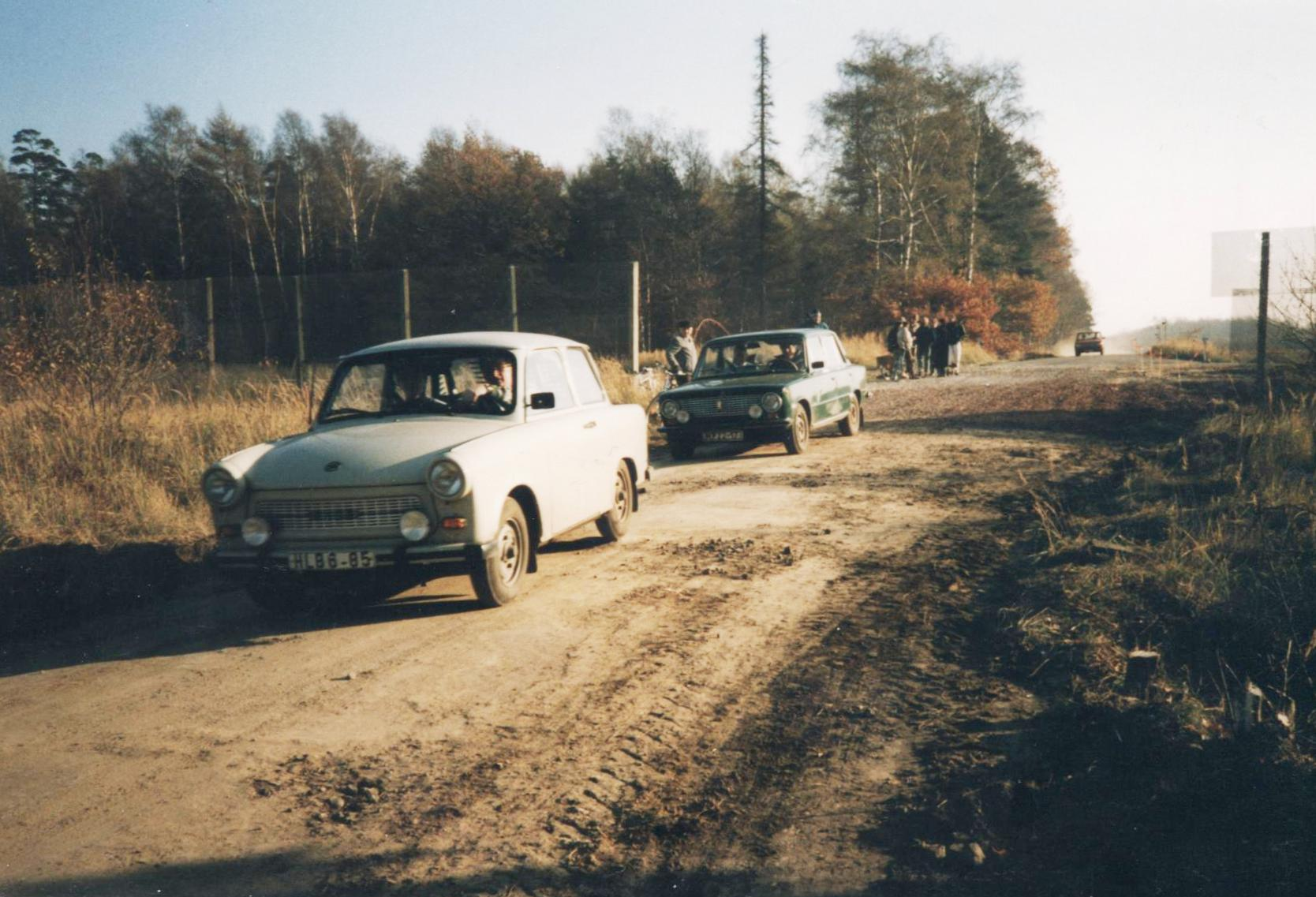
Vägen mellan Helmstedt och Morsleben den dagen den öppnades år 1989.

Mellan 1961 och 1989 var vägen också avstängd mellan Östtyskland och Västberlin. I Västberlin var vägen avstängd åt två håll. Dels åt väster vid Glienicker Brücke och åt öster vid Potsdamer Platz. Vägen öppnades västerut den 10 november 1989 och österut den 12 november 1989. I Östberlin  var F1 en av det viktigaste vägarna. Den ledde in trafik från öster, och var också en viktig väg för trafiken i Östberlin. 
Mellan 1954 och 1963 byggde man ut Ruhrschnellweg till motorvägsstandard. Man har sedan dess byggt många fler motorvägar i Ruhrområdet. Det har gjort att B1 delar sträckning med motorvägarna A544, A44, A46, A57 mellan Aachen och Neuss. 
Vägens betydelse har minskat eftersom A2 går från Rhurområdet via Hannover till Berlin. B1 sträcker sig inte över Hannover.
I de områden som tidigare tillhörde Tyskland, men som idag är en del av Polen, Ryssland och Litauen, har det som tidigare var R1 inte underhållits mycket, den ser ungefär likadan ut som när den byggdes.

## Kort beskrivning av sträckan
Bundesstrasse 1 börjar vid den nederländska gränsen vid Vaalserquartier, vilket är en stadsdel i Aachen. Vägen fortsätter sedan vidare på motorvägarna A544, A44, A46, A57. Mellan Neuss och Düsseldorf korsar vägen floden Rhen. Vägen går sedan igenom Rheinufertunnel. Vägen delar sedan i några kilometer sträckning med B7 och B8. Vägen går sedan i nordöstlig riktning från Düsseldorf och övergår i A52. Efter motorvägskorsningen i Breitscheid lämnar B1, A52. Vägen går sedan igenom Mülheim an der Ruhr och ansluter till Ruhrschnellweg (A40). Vägen följer A40 till motorvägskorsningen Dortmund-West och går sedan genom Dortmund.
Från Holzwickede går B1 endast i form av landsväg eller stadsgata genom Unna, Werl, Soest, Paderborn, Hameln, Hildesheim och Braunschweig. Den fortsätter sedan vidare mot Berlin via Helmstedt, Magdeburg, Brandenburg an der Havel och Potsdam. 
Efter Potsdam korsar vägen bron Glienicker Brücke, där fram till 1990 gränsen mellan Östtyskland och Västberlin gick, över till stadsdelen Wannsee i Berlin. I Berlin går vägen via stadsdelarna Steglitz och Schöneberg med A103. Genom Berlins centrum går vägen över Hauptstrasse, Potsdamer Strasse, Leipziger Strasse, Karl-Marx-Allee och Frankfurter Allee, förbi torgen Potsdamer Platz, Leipziger Platz, Alexanderplatz, Strausberger Platz och Frankfurter Tor. 
Vägen delar sträckning med B5 från centrala Berlin till Müncheberg, för att sedan utgöra den norra grenen där vägarna delar sig och korsar slutligen i Küstriner Vorland den polska gränsen vid floden Oder, över till Kostrzyn nad Odrą.

## Längre beskrivning av sträckan
Bundesstrasse 1 är en av det viktigaste vägarna i Tyskland. Vägen passerar många städer och orter och där är den oftast huvudgatan.

### Nordrhein-Westfalen
Vägen börjar vid den nederländska gränsen och går igenom förbundslandet i väst-östlig riktning. Vägen fortsätter sedan till Niedersachsen. I Nordrhein-Westfalen är vägen allt från landsväg till motorvägsliknande, utom på de sträckor vägen delar sträckning med A-vägarna. Där är vägen motorväg.

#### Aachen
Vid gränsen till Nederländerna ansluter B1 till den nederländska vägen N278. Den nederländska staden Vaals har vuxit ihop med Aachen. Från gränsen går vägen vidare längs Vaalser Straße mot Aachens centrum. B1 går söder om citykärna Aachen. Norr om går B1a. Tillsammans bildar de en ringled runt stadskärnan. Söder om citykärnan går B1 förbi Aachens järnvägsstation. Vägen går sedan vidare mot Europaplatz. Där övergår B1 i A544.

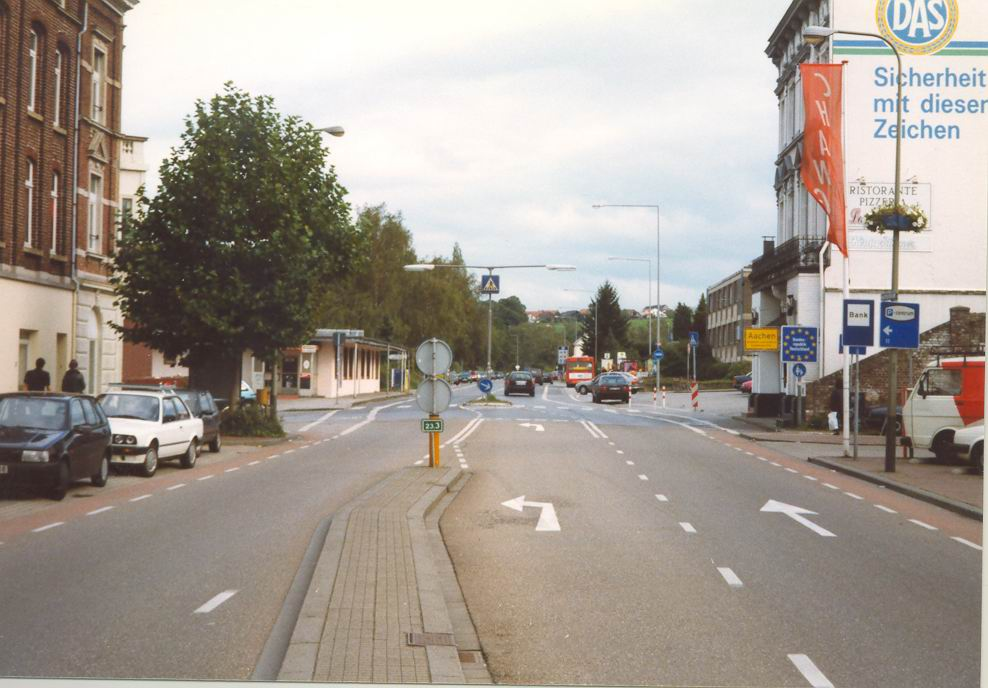
B1 vid gränsen till Nederländerna, riktning Aachen.

B1 följer följande gator i Aachen:
- Vaalser Strasse
- An der Schanz
- Boxgraben
- Lagerhausstrasse
- Römerstrasse
- Kurbrunnenstrasse
- Wilhelmstrasse
- Heinrichsallee
- Jülicher Strasse
- Blücherplatz
- Europaplatz (Här börjar A554)

#### Aachen till Neuss

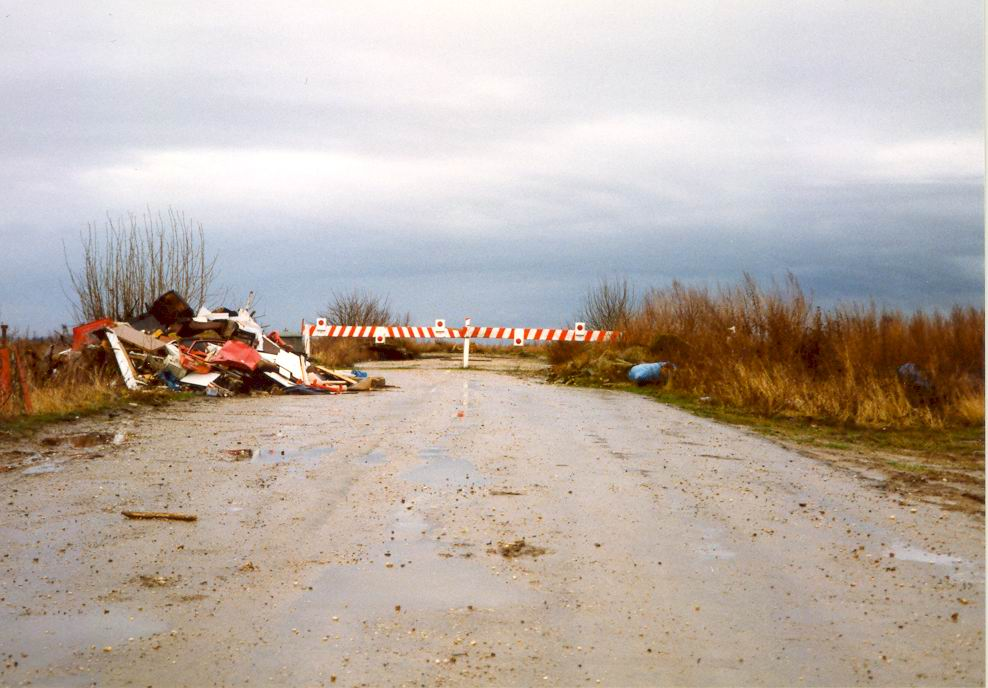
Den gamla delen av B1 vid brunkolsgruvan Garzweiller.

Mellan Aachen och Neuss följer B1 motorvägarna A544, A44, A46 och A57. Mellan trafikplats Jackerath och trafikplats Holz på motorvägen A44 är det ett avbrott. Det skapades 2005 genom att brunkolsgruvan Garzweiler uppslukade vägen. A44 planeras att återinvigas 2017[uppföljning saknas]. Då planerar man att gruvbrytningen har kommit fram till A61 vilken är den motorväg man får åka på idag för att ta sig förbi gapet mellan A44 och A46.
Den gamla landsvägen som fungerade som B1 innan man byggde motorvägarna finns bevarad en bit. Mellan Aachen och Garzweiler går den bredvid motorvägarna hela vägen. Vägen tar slut vid trafikplats Wanlo efter A61. 
I Neuss gick B1 tidigare genom staden. Man har på senare år ändrat så att vägen går söder om staden med motorvägen A57.

#### Düsseldorf

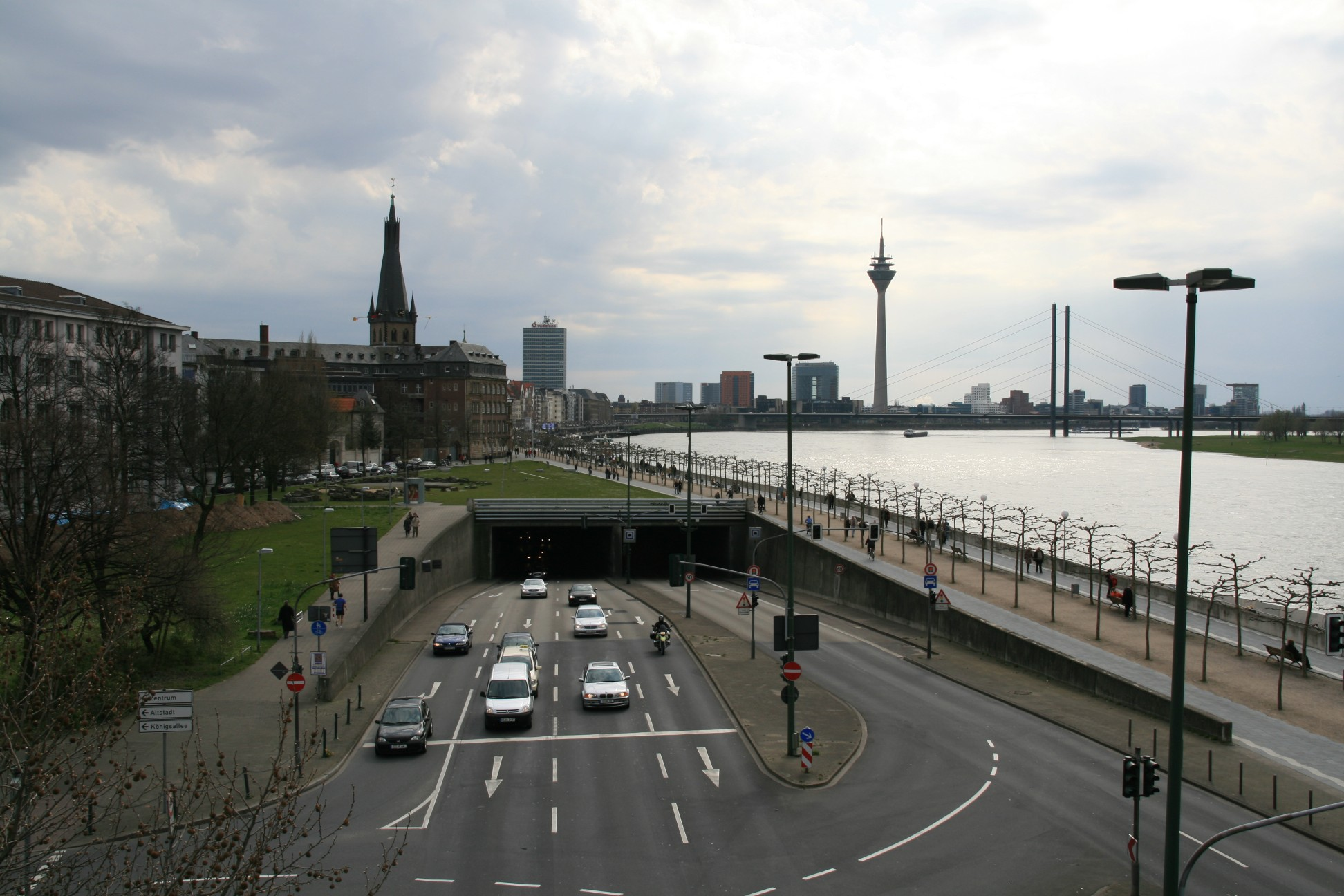
Den norra infarten till Rheinufertunnel.

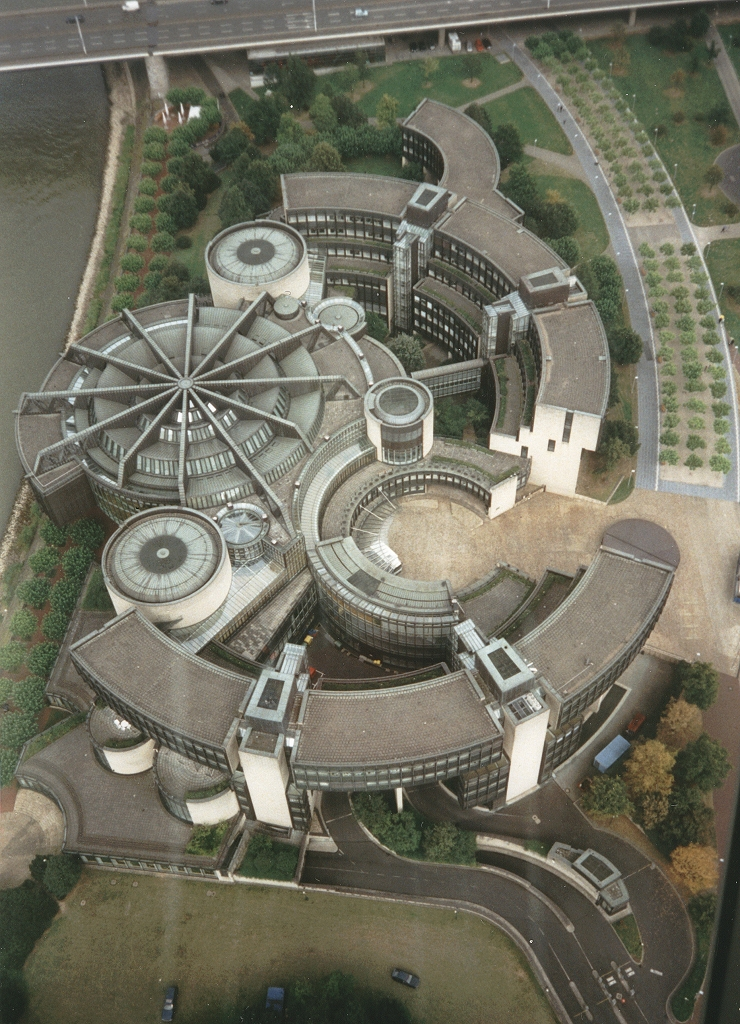
Landtagen från Rheinturm.

B1 har i Düsseldorf till största del två körfält i vardera riktningen och har motorvägskaraktär. Byggandet av Rheinuferstraße (samlingsnamn för många olika gator) som är en stor del av B1 genom Düsseldorf gjordes på 1980-talet. Det kallades också "århundradets projekt". Byggande gav Düsseldorf en ny skyline. Bygget innebar att man byggde Rheinufertunnel. Ovanför tunneln återfinns Rheinturm, Stadttor och Landtagsbyggnaden i Nordrhein-Westfalen.
Vägen genom Düsseldorf börjar vid "Josef-Kardinal-Frings-Brücke" eller som den också kallas "Rheinbrücke Düsseldorf-Neuss" eller "Südbrücke". På andra sidan bron återfinns Neuss. Där slutar B1 att dela sträckning med A57 vid trafikplats Neuss-Hafen. Norr om vägbron går järnvägsbron Hammer Eisenbahnbrücke. I förbundshuvudstaden börjar B1 i stadsdelen Hamm. Vägen följer "Südring" en liten bit, svänger sedan åt vänster och fortsätter på "Völklinger Straße". Över "Völklinger Straße" går S-Bahn linjerna S8, S11 och S28. Sedan S-bahn har korsat vägen kommer vägen in i stadsdelen Unterbilk. När man har kommit in i Unterbilk övergår vägen i en tunnel. Den kommer upp i marknivå en bit, men går snart ner in tunnel igen, då i Rheinufertunnel. Tunneln följer Rhens flodbank. Efter att tunneln har passerat landtagsbyggnaden finns det en ramp upp från tunneln till Rheinkniebrücke. Tunneln trafikeras av 55 000 fordon per dag. 
Efter Rheinkniebrücke börjar stadsdelen Carlstadt. Där byter B1 gatunamn från "Völklinger Straße" till Mannesmannufer. Sedan ändras gatunamnet till Rathausufer, och efter det till Schloßufer då vägen kommer in i Altstadt. Efter Schloßufer går B1 förbi Düsseldorfs äldsta byggnadsverk, St. Lambertus, som är en 1 000 år gammal kyrka. Vägen går fortfarande i en tunnel förbi kyrkan, men kommer upp strax därefter. Efter att vägen har kommit upp till ytan korsas Oberkasseler Brücke. Efter bron ändras gatunamnet igen till Hofgartenufer och B1 går förbi parken Hofgarten. Sedan ändras gatunamnet till Joseph-Beuys-Ufer och B1 går förbi Konserthuset och Konstpalatset. Sedan ändras gatunamnet till Cecilienallee och stadsdelen Pempelfort börjar.
Sedan går vägen till Homberger Straße och Kennedydamm och stadsdelen Golzheim börjar. Vägen följer sedan Kennedydamm en bit och svänger sedan i en större korsning till höger. Där delar B1 sträckning med förbundsvägarna B7 och B8. Efter kommer gatorna Johannstraße, Heinrich-Erhardt-Straße och Grashofstraße. Mellan gatorna Heinrich-Erhardt-Straße och Grashofstraße korsar vägen S-bahn-linjerna S1, S6 och S7. Sedan svänger vägen vänster för att övergå i A52. Vid vänstersvängen ligger ARAG-Tower vilket är det högsta huset i Düsseldorf.
Efter A52 ligger på vänster sida flygplatsen Flughafen Düsseldorf International och på höger sida Ratingen och Kreis Mettmann vilket vägen går in i. Vägen lämnar sedan A52 vid Breitscheid och följer Kölner Straße mot Mülheim an der Ruhr.

#### Mülheim an der Ruhr

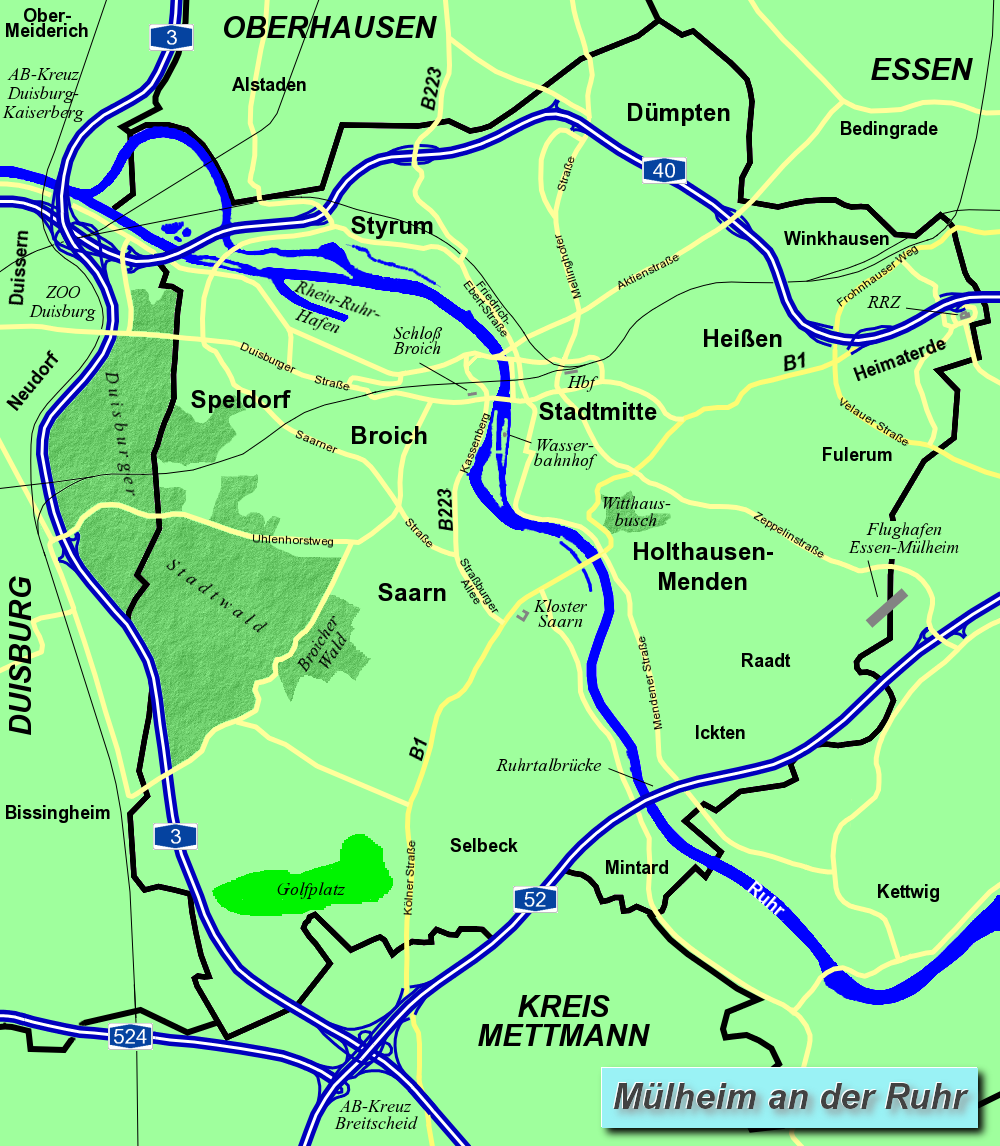
B1 sträckning genom Mülheim samt alla motorvägar runt staden.

B1 går inte igenom det centrala delarna av Mülheim. Sträckan genom Mülheim får räknas som en av de campingtätaste. Det finns 25 stycken butiker/affärer vilka ligger på båda sidorna av vägen. De säljer husvagnar, husbilar, mobila hem etc.
Innan man kommer till Ruhr ser man klostret Saarn, som tillhör Cisterciensorden. Det grundades på 1200-talet.
När man passerar över floden Ruhr så ser man motorvägsbron Ruhrtalbrücke vilken motorvägen A52 passerar på. Den var den första av sitt slag i Tyskland, vilket gjorde att många fick svindel när de körde över.
Vägen fortsätter genom Mülheim och 3-4 km öster om stadskärnan ansluter B1 till A40 via en ramp. Rampen är byggd så att det bara går att åka österut (vilket innebär att bara västgående trafik kan svänga av). Skall man västerut måste man köra några hundra meter på en lokalgata.
B1 följer följande gator/vägar i Mülheim an der Ruhr:
- Kölner Straße
- Untere Saarlandstraße
- Obere Saarlandstraße
- Essener Straße
- Ruhrschnellweg

### Niedersachsen
B1 går igenom Niedersachsen i väst-ostlig riktning, och passerar bl.a. Braunschweig.

## Anslutning/Sträckning
|        | Nr | Skyltning                                  |  |
|        |    | Gränsövergång Vaalserquartier              |  |
|        |    | Junkerstraße/Vaalser straße                |  |
|        |    | Jakobstraße/Lütticher Straße               |  |
|        |    | Vereinsstraße                              |  |
|        |    | Adalbertsteinweg                           |  |
|        |    | Monheimsallee/Peterstraße                  |  |
|        |    | Jülicher Straße                            |  |
|        | 4  | Europaplatz                                |  |
|        |    |                                            |  |
| följer |    |                                            |  |
|        | 22 | Neuss-Hafen                                |  |
|        |    | Josef-Kardinal-Frings-Brücke (762 m)       |  |
|        |    | Südring                                    |  |
|        |    | Rheinufertunnel (1931 m)                   |  |
|        |    | Ernst-Gnoß-Straße (I tunneln)              |  |
|        |    | Rheinkniebrücke (Fyrvägskorsning i tunnel) |  |
|        |    | Derendorf (Fyrvägskorsning)                |  |
|        |    | Mörsenbroicher Ei (Fyrvägskorsning)        |  |
|        | 21 | Düsseldorf-Rath                            |  |
|        |    |                                            |  |
| följer |    |                                            |  |
|        | 25 | Breitscheid                                |  |
|        |    | Kahlenbergsweg/Lintorfer Weg               |  |
|        |    | Straßburger Allee                          |  |
|        |    | Mendener Brücke                            |  |
|        |    | Frohnhauser Weg/Velauer Straße             |  |
|        | 19 | Mülheim-Heißen                             |  |
|        |    |                                            |  |
| följer |    |                                            |  |
|        |    | Motortrafikled                             |  |
|        | 42 | Dortmund-West (Fyrvägskorsning)            |  |
|        |    | Dortmund-Dorstfeld                         |  |
|        |    | Schnettkerbrücke                           |  |
|        |    | Dortmund-Hombruch                          |  |
|        |    | Zentrum (Fyrvägskorsning)                  |  |
|        |    | Märkische Straße                           |  |
|        |    | Dortmund-Ost (Fyrvägskorsning)             |  |
|        |    | Stadtkrone-Ost                             |  |
|        |    | Dortmund-Aplerbeck                         |  |
|        |    | Dortmund-Sölde                             |  |
|        | 51 | Holzwickede                                |  |
|        |    | Motortrafikled upphör                      |  |
|        | 48 | Unna-Zentrum                               |  |
|        |    | Feldstraße                                 |  |
|        |    | Iserlohner Straße                          |  |
|        |    | Unna                                       |  |
|        | 59 | Werl-Zentrum                               |  |
|        |    | Werl                                       |  |
|        |    | Soest                                      |  |
|        |    | Bad Sassendorf                             |  |
|        |    | Erwitte                                    |  |
|        |    | Erwitte                                    |  |
|        |    | Geseke                                     |  |
|        |    | Salzkotten                                 |  |
|        | 27 | Paderborn-Zentrum                          |  |
|        | 26 | Paderborn-Elsen                            |  |
|        |    | Motortrafikled                             |  |
|        |    | Paderborn-Nord                             |  |
|        |    | Paderborn-Marienloh                        |  |
|        |    | Bad Lippspringe-Süd                        |  |
|        |    | Bad Lippspringe                            |  |
|        |    | Schlangen                                  |  |
|        |    | Motortrafikled upphör                      |  |
|        |    | Strothetalbrücke (393 m)                   |  |
|        |    | Bad-Meinberg                               |  |
|        |    | Reelkirchen                                |  |
|        |    | Höntrup                                    |  |
|        |    | Blomberg                                   |  |
|        |    | Barntrup                                   |  |
|        |    | Sonneborn                                  |  |
|        |    | Aerzen                                     |  |
|        |    | Hameln                                     |  |
|        |    | Coppenbrügge                               |  |
|        |    | Elze                                       |  |
|        |    | Hildesheim                                 |  |
|        | 62 | Hildesheim                                 |  |
|        |    | Hoheneggelsen                              |  |
|        |    | Groß-Lafferde                              |  |
|        |    | Vechelde                                   |  |
|        | 5  | Braunschweig-Lehndorf                      |  |
|        |    | Braunschweig                               |  |
|        | 10 | Sickte                                     |  |
|        | 11 | Cremlingen                                 |  |
|        |    | Helmstedt                                  |  |
|        | 63 | Helmstedt-Ost                              |  |
|        | 66 | Bornstedt                                  |  |
|        | 3  | Magdeburg-Stadtfeld                        |  |
|        |    | Magdeburg                                  |  |

Listan ovan är ej komplett!